# Ginette Neveu

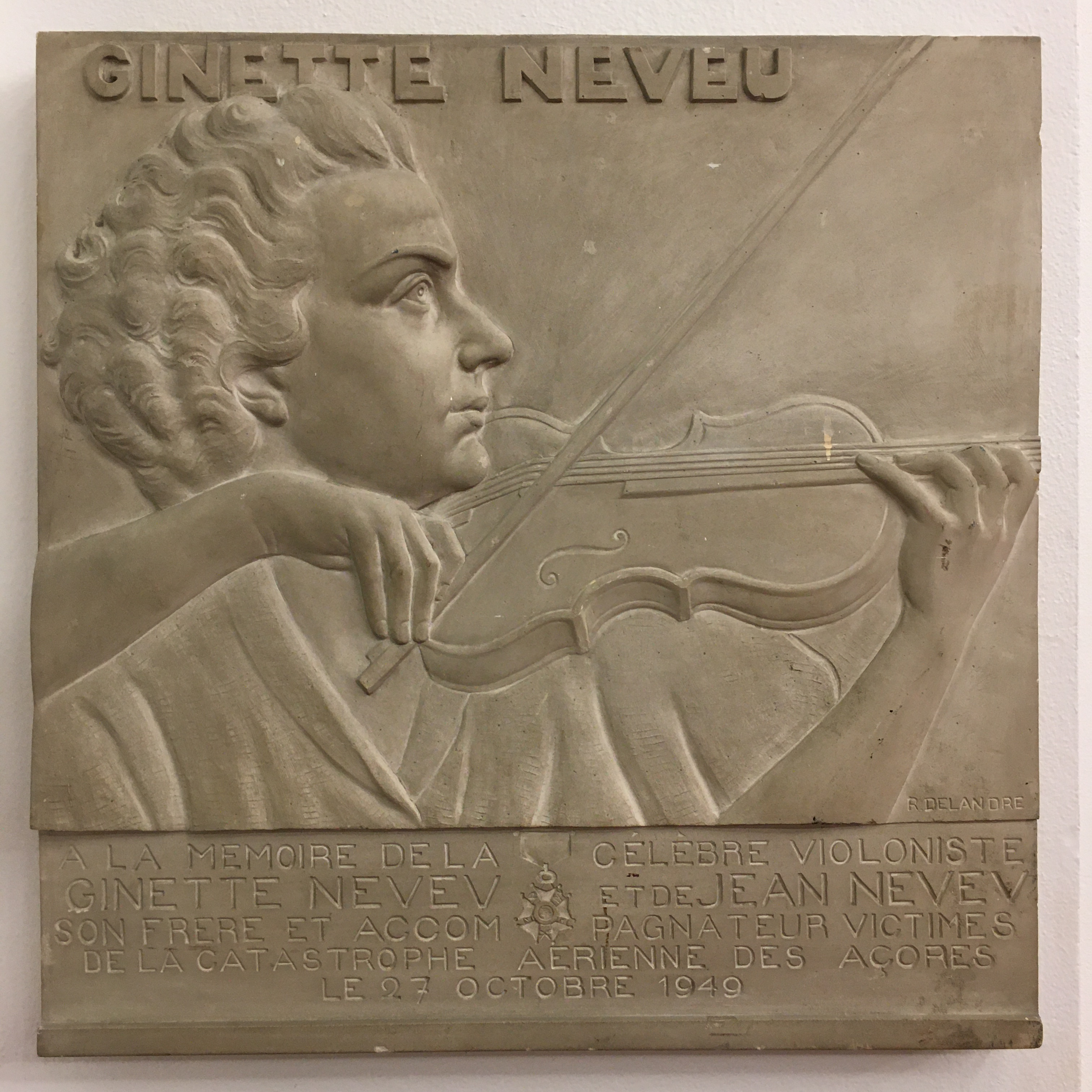
Ginette Neveu retratada en relieve.

Ginette Neveu (París, 11 de agosto de 1919 - Azores, 28 de octubre de 1949) fue una violinista francesa.

## Biografía
Niña prodigio, hizo su debut con siete años y medio interpretando en la Salla Gaveau de París el Concierto para violín de Max Bruch. Se formó con Line Talluel y, después, en el Conservatorio de París con M. Boucher. Profundizó sus estudios con George Enescu y pronto conseguirá numerosos e importantes premios: se recuerda especialmente el primer lugar que logró en 1935 en el Concurso Internacional de Violín Henryk Wieniawski de Varsovia, delante de David Oistrakh, que obtuvo el segundo. Pronto tuvo un gran éxito en los más importantes escenarios de Europa y América.

## Apoyo de Herbert von Karajan
Durante la Segunda Guerra Mundial ampliará su repertorio. El director Herbert von Karajan convenció a la casa discográfica EMI y gracias a su patrocinio Neveu pudo grabar importantes obras del repertorio concertístico como los Conciertos de Brahms y Sibelius, Tzigane de Ravel, el Poème op.25 de Chausson, etc.

## Muerte
Murió en un accidente de aviación junto a su hermano en las islas Azores. Su cuerpo descansa en el Cementerio del Père Lachaise. Su violín Stradivarius nunca fue encontrado. 
Un parque y una calle en el XVIII Distrito de París llevan su nombre en homenaje.